# Suntemnonycha collusor
Suntemnonycha collusor är en skalbaggsart som beskrevs av Louis Albert Péringuey 1904. Suntemnonycha collusor ingår i släktet Suntemnonycha och familjen Melolonthidae. Inga underarter finns listade i Catalogue of Life.